# Liste der Monuments historiques in Saint-Thuriau
Die Liste der Monuments historiques in Saint-Thuriau führt die Monuments historiques in der französischen Gemeinde Saint-Thuriau auf.

## Liste der Bauwerke
| Bezeichnung                    | Beschreibung | Standort      | Kennzeichnung | Schutzstatus   | Datum     | Bild |
| ------------------------------ | ------------ | ------------- | ------------- | -------------- | --------- | ---- |
| Calvaire de la Croix-de-Gohazé |              | Gohazé (Lage) | PA00091721    | Inscrit        | 1933      |      |
| Kapelle                        |              | Gohazé (Lage) | PA00091720    | Inscrit        | 1925      |      |
| Kirche St-Thuriau              |              | (Lage)        | PA00091722    | Inscrit Classé | 1925 1985 |      |

## Liste der Objekte
- Monuments historiques (Objekte) in Saint-Thuriau in der Base Palissy des französischen Kultusministeriums